# Iroquois megye
Iroquois megye az Amerikai Egyesült Államokban, azon belül Illinois államban található. Megyeszékhelye és legnagyobb városa Watseka. Lakosainak száma 27 077 fő (2020. április 1.).

## Szomszédos megyék
- Kankakee megye (észak)
- Newton megye (kelet)
- Benton megye (kelet)
- Vermillion megye (dél)
- Ford megye (nyugat)

## Népesség
A megye népességének változása:
| Lakosok száma | 29 659 | 29 469 | 29 257 | 28 982 | 28 672 | 27 077 |
|               | 2010   | 2011   | 2012   | 2013   | 2015   | 2020   |